# Pomacea paludosa
Pomacea paludosa, nombre común del caracol manzana de Florida, es una especie de molusco gasterópodo del género Pomacea, familia Ampullariidae. Es la especie de gasterópodo más grande de América del Norte.

## Descripción de la concha

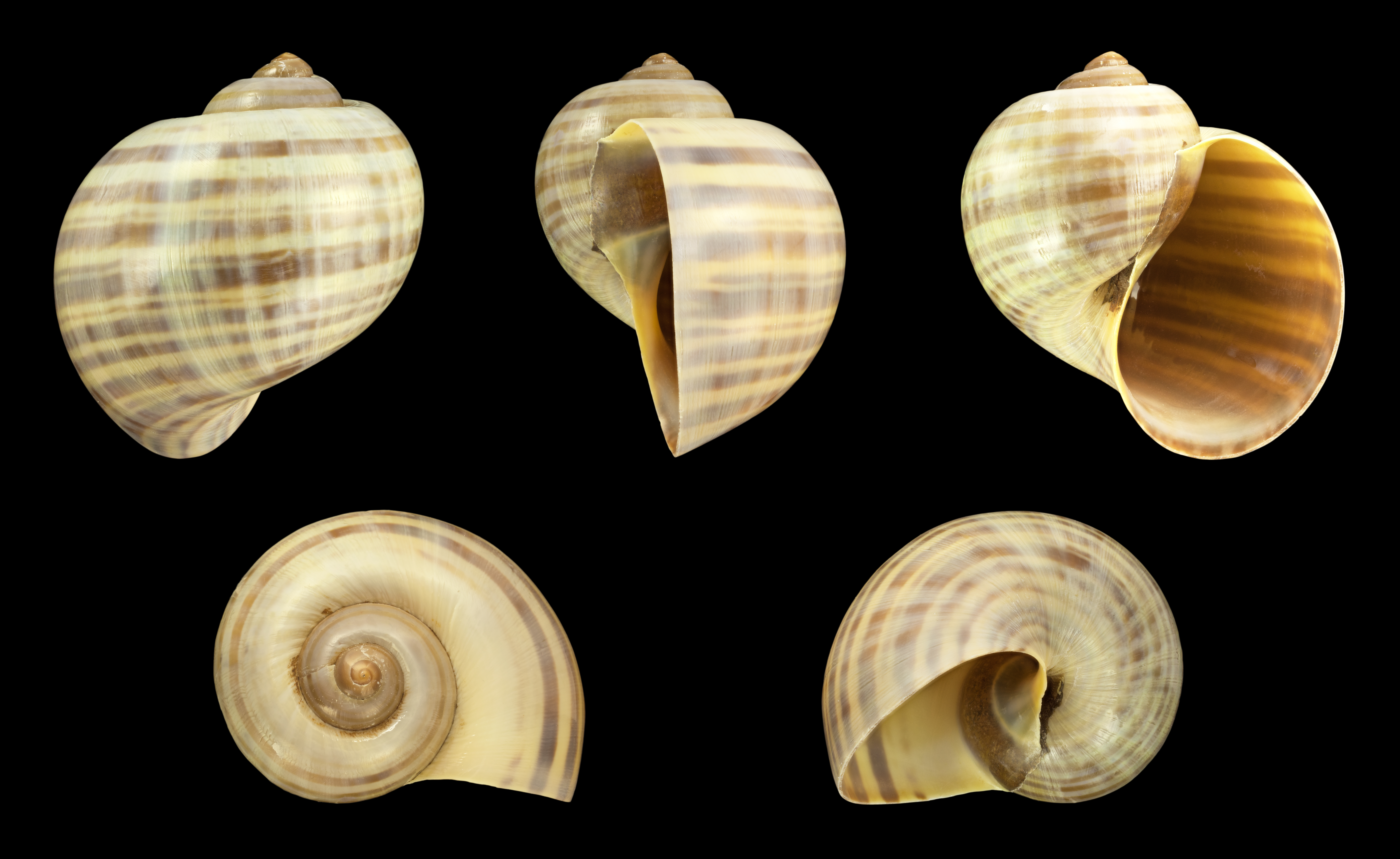
Cinco vistas de una concha de Pomacea paludosa

La concha tiene forma de globo. Los espirales son anchos, la aguja está deprimida y la abertura es estrechamente ovalada. Las conchas son de color marrón y tienen un patrón de rayas.
El caparazón mide 60 mm de largo y ancho.

## Distribución
La distribución de este caracol abarca el centro y sur de Florida, Cuba y La Española.
La especie también se ha encontrado en Georgia, Oahu, Hawaii (Devick 1991)[cita requerida], Louisiana y Oklahoma.

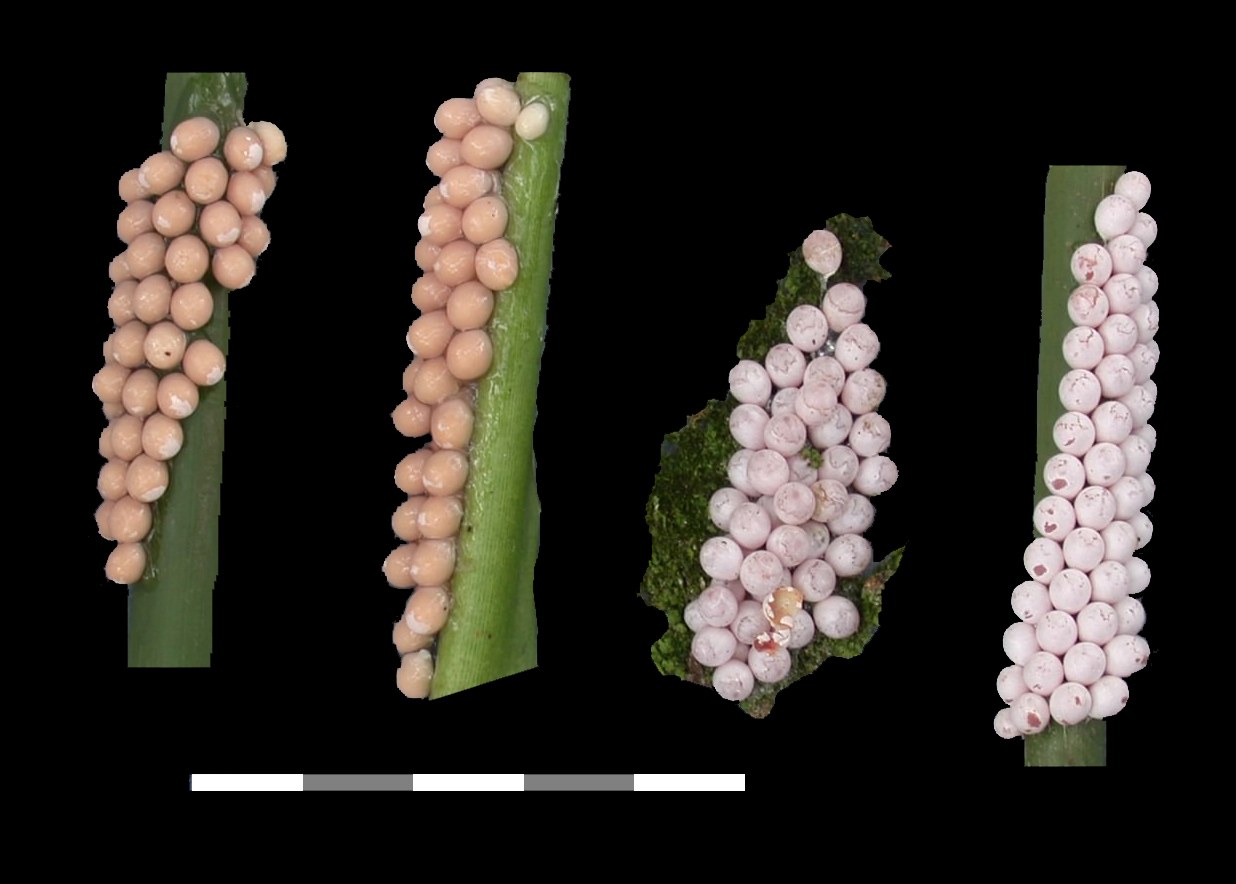
Maduración de huevos de P. paludosa: los huevos recién puestos en una matriz mucosa espesa tienen coloración salmón (izquierda). Los huevos maduros en cáscaras calcificadas son de color blanco rosado (derecha).

## Ecología
Es una especie tropical. Es anfibio y puede sobrevivir en cuerpos de agua que se secan durante la estación seca.
El caracol manzana tienen branquias y pulmones.